# 大财神 (电影)
《大财神》（英文：The God of Wealth）是一部2020年馬來西亞贺岁中文奇幻喜剧片。本片讲述一个小渔村，被三个来自海里的无恶不作坏蛋破坏，于是天上派了财神爷下凡，相救这一个原本和平的村庄。
本片于2020年1月25日大年初一在马来西亚上映。本片是2020年马来西亚四部贺岁本地电影的其中一部，其他三部分别是《新年泰疯狂》、《作战啦！茶室总动员》和《财神2020》。

## 剧情简介
很久以前，有一个和平的小渔村叫峇都村，渔民生活与世无争。不料一日，大海浪把三个坏蛋冲上海岸，分别是赖先生、哈哈及毛毛。善良的土地公公婆婆救起他们后，与其报恩，这三个赖哈毛竟然反而在村内作乱搞事，到处招摇撞骗。老天爷看不过眼，于是派了财神爷下凡，化成人类进村拯救村民，财神爷能够成功把峇都村救回，并惩罚这三个坏蛋吗？

## 主要演员列表
- 高雄
- 黄志强
- 姚霜
- 王骏
- 甘家旗
- 余丽莎
- 邝珌万(凉凉哥)
- BENNY TUONG
- 梁金龙
- 邓佩银
- 陈松年
- FAIRUS MISRAN
- 方绍维

- 石川山本

#### 群众和临时演员列表
- 范豪珄
- HENRY ONG
- 佘峖霓(ANNE)
- LINDA SOH
- GOH CHWEE HWI(CAREY GOH)
- BILLY CHUA
- AIN EVON TAY

## 发行
本片是2020年马新贺岁档本地电影，于马来西亚雪兰莪州巴生五条港（Sungai Lima）取景，也在柔佛州峇株巴辖石文丁财神爷神像拍摄。

## 外部連結
- 上映地点和时间表：马来西亚 （页面存档备份，存于）